# Friedrich Gustav Piffl
Friedrich Gustav Piffl (Lanškroun, 15 ottobre 1864 – Vienna, 21 aprile 1932) è stato un cardinale e arcivescovo cattolico austriaco.

## Biografia
Nacque il 15 ottobre 1864 a Landskron in Boemia, oggi Lanškroun, al tempo parte dell'Austria-Ungheria.
Il 2 maggio 1913 fu eletto arcivescovo di Vienna e fu consacrato il 1º giugno successivo nell'abbazia di Klosterneuburg dal vescovo Raffaele Scapinelli di Leguigno, nunzio in Austria-Ungheria.
Papa Pio X lo elevò al rango di cardinale nel concistoro del 25 maggio 1914.
Partecipò ai conclavi che elessero Benedetto XV e Pio XI. Tenne dei due conclavi un diario segreto che ordinò venisse bruciato alla sua morte.
Morì il 21 aprile 1932 all'età di 67 anni. Il suo diario, contrariamente alle disposizioni, non fu bruciato e fu in seguito pubblicato, consentendo al pubblico di venire a conoscenza di alcuni retroscena dei conclavi del 1914 e del 1922.

## Genealogia episcopale e successione apostolica
La genealogia episcopale è:
- Cardinale Scipione Rebiba
- Cardinale Giulio Antonio Santori
- Cardinale Girolamo Bernerio, O.P.
- Arcivescovo Galeazzo Sanvitale
- Cardinale Ludovico Ludovisi
- Cardinale Luigi Caetani
- Cardinale Ulderico Carpegna
- Cardinale Paluzzo Paluzzi Altieri degli Albertoni
- Papa Benedetto XIII
- Papa Benedetto XIV
- Papa Clemente XIII
- Cardinale Bernardino Giraud
- Cardinale Alessandro Mattei
- Cardinale Pietro Francesco Galleffi
- Cardinale Giacomo Filippo Fransoni
- Cardinale Carlo Sacconi
- Cardinale Edward Henry Howard
- Cardinale Mariano Rampolla del Tindaro
- Cardinale Rafael Merry del Val
- Cardinale Raffaele Scapinelli di Leguigno
- Cardinale Friedrich Gustav Piffl, C.R.S.A.

La successione apostolica è:
- Vescovo Johannes Evangelist Maria Gföllner (1915)
- Vescovo Ernst Karl Jakob Seydl (1918)
- Arcivescovo Ferdinand Stanislaus Pawlikowski (1927)
- Vescovo Michael Memelauer (1927)
- Arcivescovo Franz Kamprath (1929)
- Vescovo Joseph Klemann, O.S.F.S. (1931)